# 扎魯佳 (泰奧菲波爾市鎮)
49°50′32″N 26°32′41″E / 49.84222°N 26.54472°E
扎魯佳（羅馬化：Zaruddia）是位於烏克蘭西部的村莊，由赫梅利尼茨基州赫梅利尼茨基區的泰奧菲波爾市鎮負責管轄。該村始建於1618年，面積0.72平方公里，海拔高度290米，2001年人口278，人口密度每平方公里360.3人。